# Sea of Thieves
Sea of Thieves (amb les sigles SoT) és un videojoc d'acció i aventura desenvolupat per Rare i publicat per Microsoft Studios per a Windows i Xbox One el 20 de març de 2018. El joc permet als jugadors adoptar el paper d'un pirata navegant per els mars d'un món de fantasia, ja siga sol o acompanyat d'altres jugadors, amb la jugabilitat presentada des d'una perspectiva en primera persona.
 El joc compta amb un mode cooperatiu i amb un mode de combat jugador contra jugador, i inclou la possibilitat de joc multiplataforma entre Xbox One i Windows.
Els crítics van lloar el joc i el seu estil, amb una especial atenció en la mecànica de navegació del joc. Tot i això, la majoria de crítics va trobar que el joc no tenia prou contingut en el dia del seu llançament, i van crítica negativament quant costava. Altres crítiques es van dirigir cap a problemes de rendiment i de disseny repetitiu de missions.